# Yuji Nakazawa
Yuji Nakazawa (født 25. februar 1978) er en japansk professionel fodboldspiller, som spiller forsvarsspiller for den japanske fodboldklub Yokohama F. Marinos og det japanske fodboldlandshold. Nakazawa har spillet for flere forskellige klubber i sin karriere, blandt andet Tokyo Verdy og América Futebol Clube.
Han blev desuden udtaget til Japans VM-trup ved VM i fodbold 2010 i Sydafrika.